# Andrzej Pogorzelski (żużlowiec)
Andrzej Pogorzelski (ur. 12 października 1938 w Lesznie, zm. 16 października 2020) – polski żużlowiec i trener sportu żużlowego.

## Życiorys
Wychowanek Unii Leszno. Reprezentował leszczyński klub w sezonach 1956 i 1973–1976. Z Unią zdobył 2 brązowe medale (1975, 1976) Drużynowych Mistrzostw Polski. W sezonach 1957–1961 jeździł w Starcie Gniezno. Zimą 1962 roku przeniósł się do Stali Gorzów Wielkopolski. W barwach gorzowskiego klubu zdobył 1 złoty (1969) i 5 srebrnych (1964, 1965, 1966, 1968, 1971) Drużynowych Mistrzostw Polski.
Pięciokrotny finalista Drużynowych Mistrzostw Świata, gdzie wraz z reprezentacją Polski zdobył 3 złote (1965, 1966, 1969) i 1 srebrny medal (1967). W sezonie 1963 (IV m.).
Finalista Indywidualnych Mistrzostw Świata w sezonach: 1965 (IX m.), 1966 (XII m.), 1967 (IX m.), 1969 (IX m.) i Indywidualnych Mistrzostw Polski, gdzie zdobył 3 brązowe medale (1964, 1965, 1966). Zdobywca Złotego Kasku w roku 1966, w 1964 (II m.), w 1965 (II m.) i w 1969 (II m.) i finalista Srebrnego Kasku w sezonie 1962 (III m.).
Po zakończeniu kariery startował w turniejach oldbojów m.in. w Memoriale Edwarda Jancarza oraz odnosił znaczące osiągnięcia jako trener żużlowy.
Był także dwukrotnym rekordzistą gorzowskiego toru w sezonach 1964 i 1969.
Zmarł 16 października w wieku 82 lat. Urna z prochami żużlowca została złożona 24 października 2020 na cmentarzu św. Krzyża w Gnieźnie.
Wuj Stanisława Pogorzelskiego, również żużlowca.